# Gmina Grove (hrabstwo Cass)

Położenie Gminy Grove w hrabstwie Cass

Gmina Grove (ang. Grove Township) – gmina w USA, w stanie Iowa, w hrabstwie Cass. Według danych z 2000 roku gmina miała 7608 mieszkańców.